# Цветники (Новосибірська область)
Цветники (рос. Цветники) — село у Здвінському районі Новосибірської області Російської Федерації.
Входить до складу муніципального утворення Цветниковська сільрада. Населення становить 725 осіб (2010).

## Історія
Згідно із законом від 2 червня 2004 року органом місцевого самоврядування є Цветниковська сільрада.

## Населення
| 2002 | 2007 | 2010 |
| ---- | ---- | ---- |
| 732  | ↗799 | ↘725 |